# Moca (República Dominicana)
Moca é um município e a capital da província de Espaillat, na República Dominicana. É a décima maior cidade do país. Em 2012 tinha 173 442 habitantes.

## Fontes

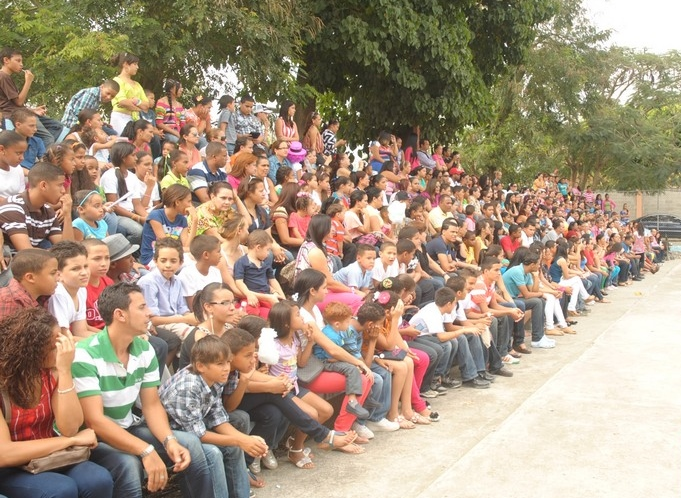
Cibaenhos na cidade de Moca, Espaillat